# Kraftwerk Gundelfingen
Das Kraftwerk Gundelfingen ist ein Laufwasserkraftwerk an der Donau und Teil der Obere Donau Kraftwerke.

## Beschreibung
Benannt ist das Kraftwerk nach der Gemeinde Gundelfingen an der Donau in der es liegt. Nächstgelegener Ort ist allerdings das etwa einen Kilometer südöstlich liegende Gundremmingen.
Direkt unterhalb des Kraftwerks mündet die Mindel in die Donau und einige hundert Meter weiter zweigt der Kühlwasserkanal zum Kernkraftwerk Gundremmingen nach rechts ab.
Seit 2022 entstehen an den Oberen Donaukraftwerken Fischtreppen. Die Kosten der 6 Treppen belaufen sich auf ca. 16 Mio. Euro.

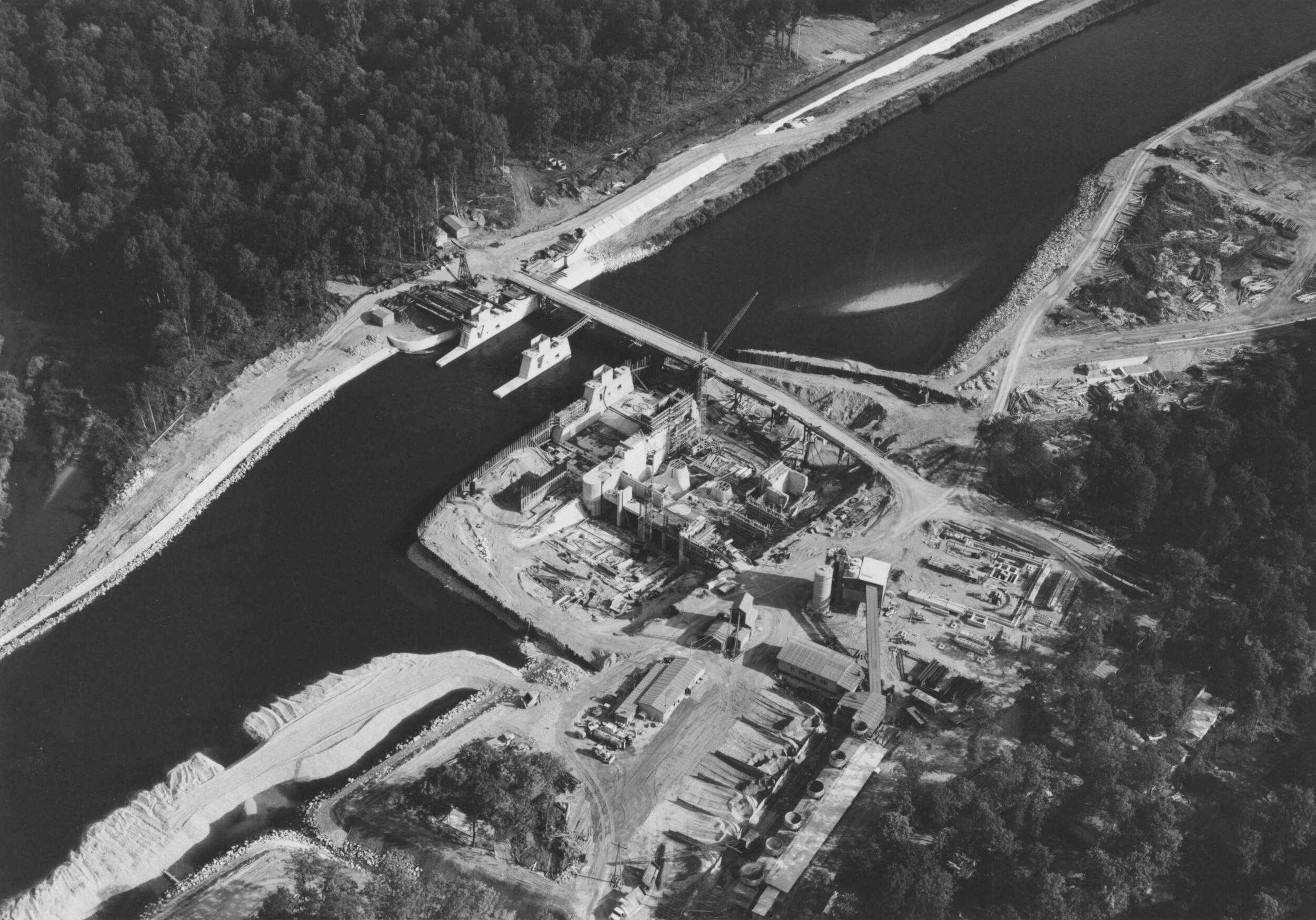
Das im Bau befindliche Kraftwerk

## Technik
Die Turbinen haben einen Laufraddurchmesser von 4180 mm.
Das Kraftwerk besteht aus dem am linken Ufer gelegenen Krafthaus mit zwei Kaplan-Turbinen und einem Wehr mit drei Feldern. Westlich des Krafthauses liegt das Umspannwerk zur Anbindung an eine 110-kV-Leitung.